# Manuel de Oliveira Gomes da Costa

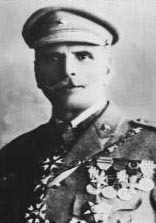
Manuel de Oliveira Gomes da Costa.

Manuel de Oliveira Gomes da Costa (Lissabon, 14 januari 1863 - 17 december 1929) was een Portugees generaal, politicus en premier.

## Militaire loopbaan
Al op tienjarige leeftijd begon hij aan een militaire loopbaan door een opleiding te volgen aan de cadettenschool. Hij studeerde af als officier in de cavalerie en werkte vanuit deze functie bij legereenheid bij de toenmalige Portugese koloniën Mozambique, Angola, Sao Tomé en Principe en Portugees-Indië.
Tijdens de Eerste Wereldoorlog was Gomes da Costa commandeur van de tweede divisie van het Portugese expeditiekorps. Deze divisie leed op 9 april 1918, de eerste dag van de Vierde Slag om Ieper, in enkele uren 7500 verliezen (doden, gewonden, vermisten en gevangenen).
Van 1922 tot 1924 was hij vervolgens militair inspecteur van de koloniale gebieden.

## Militaire revolte van 28 mei 1926, opkomst en verbanning
Rechtsgerichte militairen, waaronder Gomes da Costa, kozen om op 28 mei 1926 een staatsgreep te plegen in Braga om zo de Eerste Portugese Republiek te beëindigen. Na de putsch, die succesvol verliep, greep hij toch niet volledig te macht. Hij werd enkel interim-president en liet het premierschap over aan José Mendes Cabeçadas Júnior, aanvoerder van de militaire revolte in Lissabon. De meerderheid van de putschisten weigerden echter diens politiek te aanvaarden, omdat het hen te veel moest doen herinneren aan de politiek tijdens de Eerste Portugese Republiek. Dit zorgde ervoor dat Gomes da Costa op 17 juni 1926 het premierschap overnam. Ook nam hij de ministerpost Defensie over.
Op 9 juli 1926 voerde generaal António Óscar Carmona een nieuwe putsch tegen Gomes da Costa uit, zogenaamd omdat hij vond dat hij onkundig was. De staatsgreep slaagde, maar Carmona besloot hem te benoemen tot maarschalk van het leger op de Azoren, waarmee hij in feite "verbannen" werd. In september 1927 keerde Gomes da Costa terug naar het Portugese vasteland en stierf eind 1929 eenzaam en verarmd in Lissabon.
Manuel de Arriaga · Teófilo Braga · Bernardino Machado · Sidónio Pais · João do Canto e Castro · António José de Almeida · Manuel Teixeira Gomes · Bernardino Machado · Mendes Cabeçadas · Gomes da Costa · António Óscar Carmona · António de Oliveira Salazar · Francisco Craveiro Lopes · Américo Tomás · António de Spinola · Francisco da Costa Gomes · António Ramalho Eanes · Mário Soares · Jorge Sampaio · Aníbal Cavaco Silva · Marcelo Rebelo de Sousa
- CiNii: DA09116423
- Gemeinsame Normdatei: 119099667
- International Standard Name Identifier: 0000 0000 8104 7628
- Library of Congress Control Number: n90623136
- Nederlandse Thesaurus van Auteursnamen: 136900739
- Système universitaire de documentation: 075448467
- Virtual International Authority File: 25405304